# کونگرنهایم
کونگرنهایم (به آلمانی: Köngernheim) یک شهر در آلمان است که در ماینتس-بینگن واقع شده‌است. کونگرنهایم  ۱٬۳۳۸ نفر جمعیت دارد.